# بيضة (أحياء)

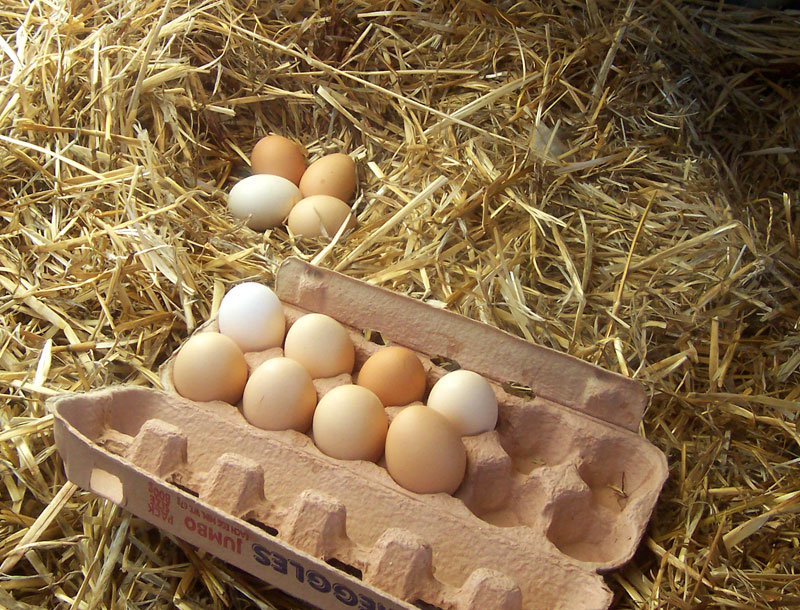
بيض الدجاج

البيضة في معظم الطيور والزواحف أو دِعْبِل عند الضفدع أو سِرء أو سِراة أو سَرْوَة عند السمك والمَكْن عند الحشرات هي اللاقحة الناشئة عن تخصيب البييضة . وهي تشكل كيانا صلبا يحمي الجنين. الحيوانات البيوضة هي حيوانات تضع البيض وترقد عليها دون أي تغيرات أخرى تطرا على الأنثى. دراسة جمع البيض، خاصة بيض الطيور يدعى علم البيض.
بيوض الزواحف وبيوض الطيور التي تضعها في المياه تكون محاطة بقشرة إما مرنة أو غير مرنة.

## مقدمة

مبيان مفصل للبيضة

رسم يوضح بيضة دجاجة في يومها التاسع.

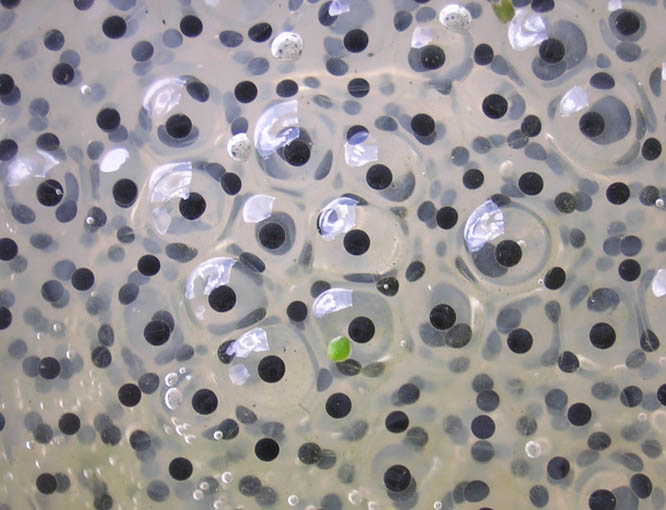
بويضات ضفدعة.

عند العديد من الحيوانات، البيضة هي الخلية الأوليّة التي بتلقيحها تبدأ دورة الحياة لهذه الحيوانات. وهي الوسط الذي يتغذى منه جنين هذه الحيوانات، كما أنها (أي البيضة) توفر لأجنة هذه الحيوانات الحماية. والحيوانات التي تضع البيوض وبشكل عام لا تطور الأجنة داخل جسم الأم، بل يتم كامل التطور داخل البيض، هذه هي طريقة التكاثر للعديد من أنواع الأسماك، البرمائيات والزواحف، كما أن كلّ فصائل الطيور والمونوتيرمات (ثدييات تبيض)، بالإضافة لمعظم الحشرات والعنكبوتيات.
في معظم الطيور والزواحف، البيضة هي الزيغوت الناشيء عن تخصيب البويضة. وهي تشكل كيانا صلبا يحمي الجنين. الحيوانات البيوضة هي حيوانات تضع البيض وترقد عليها دون أي تغيرات أخرى تطرأ على الأنثى. دراسة جمع البيض، خاصة بيض الطيور يدعى علم البيض.
بيض الزواحف التي تضعها في المياه تكون محاطة بقشرة إما مرنة أو غير مرنة.
عند العديد من الحيوانات، البيضة هي الخلية الأوليّة التي بتلقيحها تبدأ دورة الحياة لهذه الحيوانات. وهي الوسط الذي يتغذى منه جنين هذه الحيوانات، كما أنها (أي البيضة) توفر لأجنة هذه الحيوانات الحماية. والحيوانات التي تضع البيض وبشكل عام لا تطور الأجنة داخل جسم الأم، بل يتم كامل التطور داخل البيضة. هذه هي طريقة التكاثر للعديد من أنواع الأسماك، البرمائيات والزواحف، كما أن كلّ فصائل الطيور والمونوتيرمات (ثدييات تبيض)، بالإضافة لمعظم الحشرات والعنكبوتيات.
يحيط بالبيض قشرة أو غشاء لحمايته، وتحوي البيض على المح الذي يمد الجنين النامي بالغذاءوعلى جزء شفاف هو بياض البيض، ويظهر بجانب من جوانب المح نقطة البروتوبلازم التي تتحول بعد التخصيب إلى جنين صغير.
يتكون مح البيض من مواد غذائية وحيمينات، كما يحتوي بياض البيض على الماء وال آحين، يرتبط مح البيضة مثبت بقشرتها بواسطة شعيرات دقيقة ويظل في حالة طفو داخل بياض البيضة. لهذا فأن الكتكوت النامي يظل دائما في وضع علوي وقريبا من الدفء، ويمتص الجنين الأوكسجين الذي يخترق القشرة المسامية للبيضة.

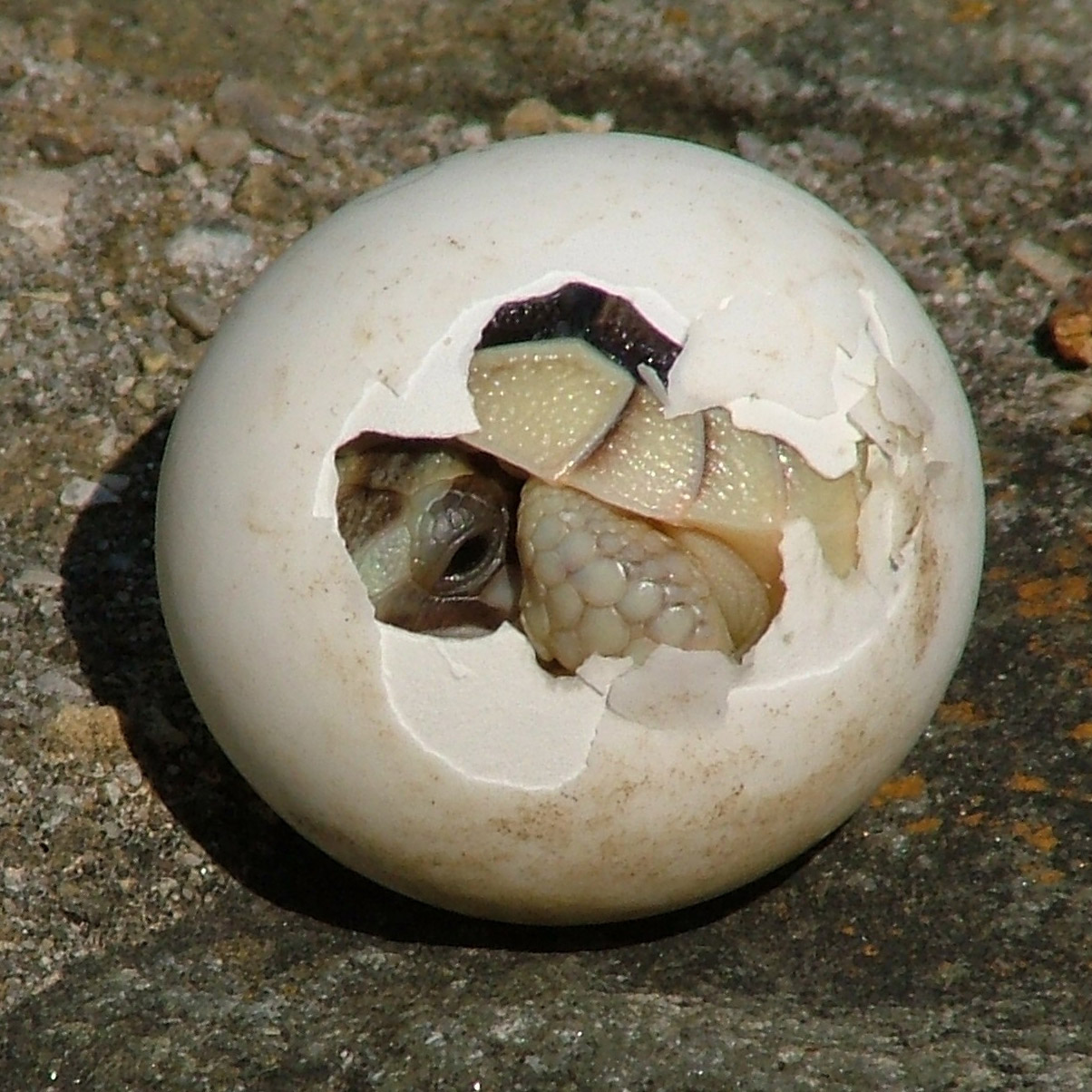
صغير سلحفاة برية يخرج من بيضته.
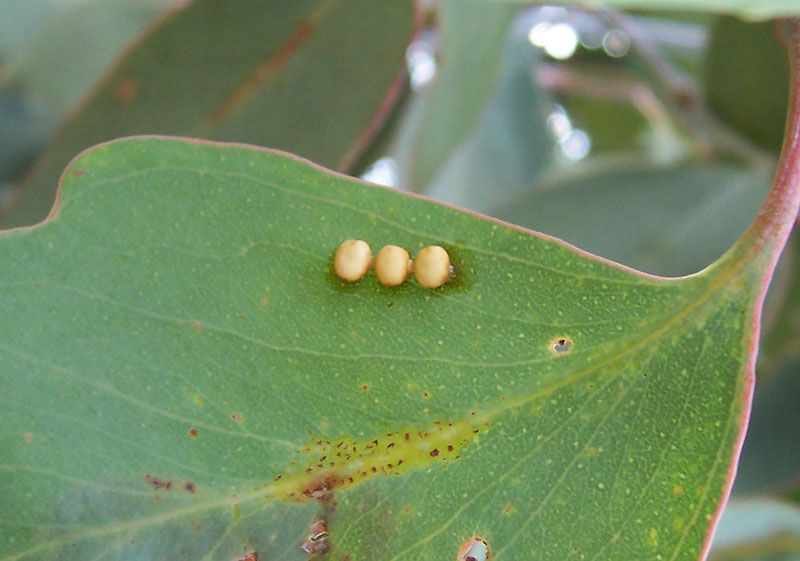
بيض حشرات، في مثل هذه الحالة، تعيش غالباً في الجانب السفلي من الأوراق.
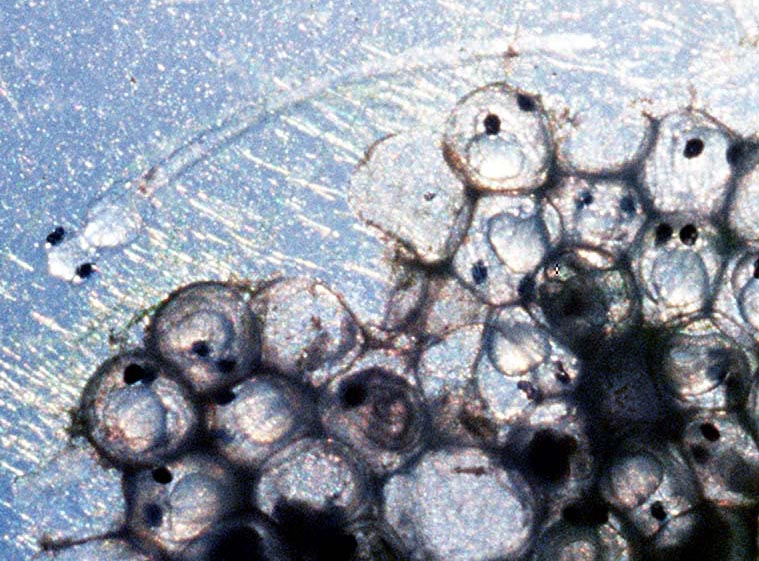
بيض الأسماك, بيوض الرنجة هذه غالبا ماتكون شفافة ومخصبة بعد وضعها
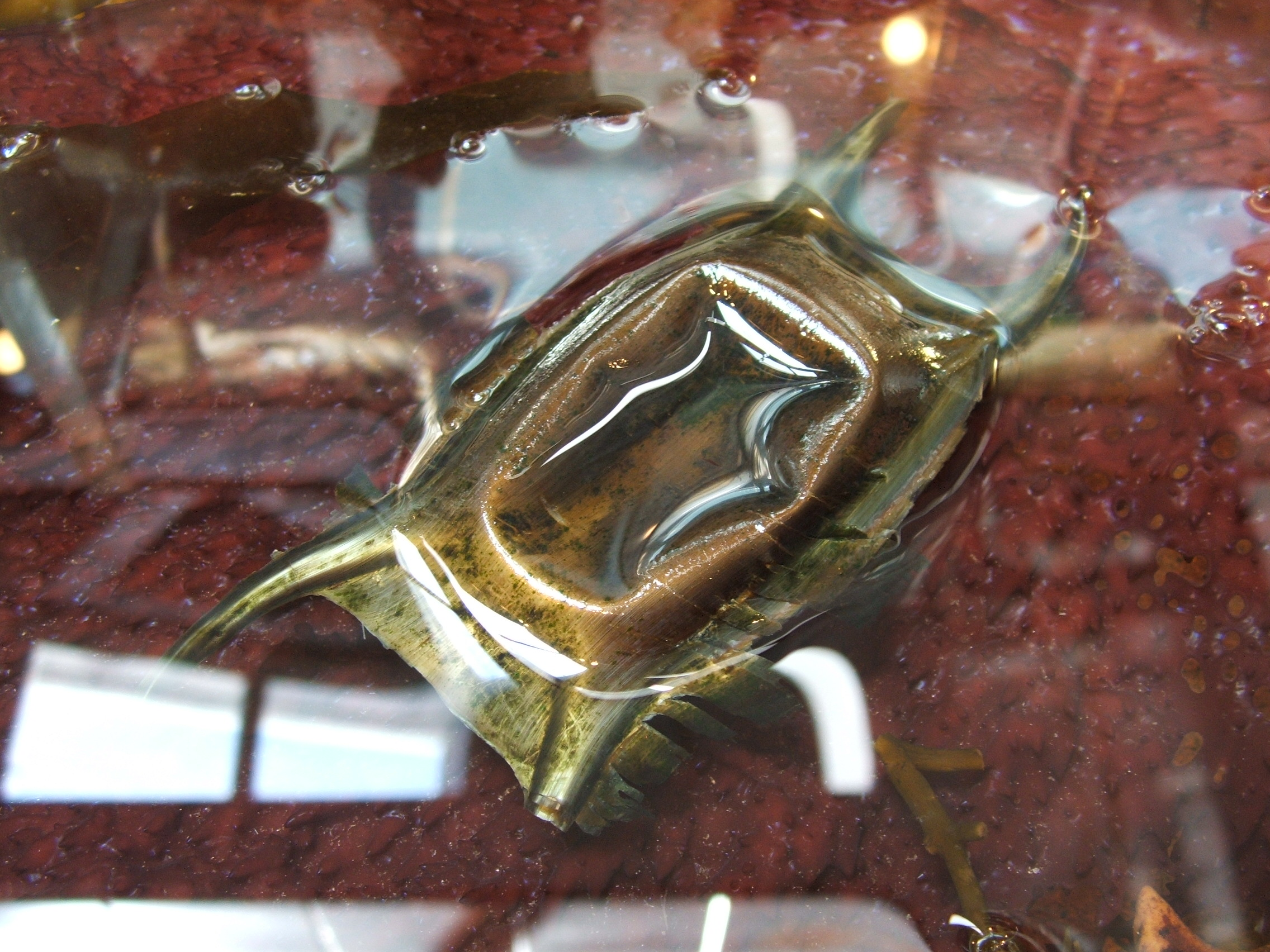
الورنك(و القروش) لديها شكل خاص ونادر للبيض يسمى محفظة حورية البحر

## البيض في الغذاء
فائدة البيض الغذائية عالية، فهي تحتوي على البروتين وبعض الدهون. حتى أن الأطفال الصغار يبدأ تغذيتهم ببيضة يوميا نصف مسلوقة ابتداء من الشهر السادس بعد ولادتهم إلى جانب الرضاعة.
ويجب مراعاة سلامة البيض من الفساد أو الإصابة بجراثيم.
عندما يجتمع البيض مع الحليب في الغذاء فهما مفيدان جدا للكبير والصغير. يحتويان على البروتين والدهون سهلة الهضم والكالسيوم والمنجنيز وفيتامينات متعددة ضرورية لصحة الإنسان.